# Paris 1969
Paris 1969 (als DVD At Salle Pleyel, Paris, 1969) ist ein Album von Thelonious Monk. Die Aufnahmen, die in Paris am 15. Dezember 1969 entstanden waren, erschienen am 26. November 2013 als Doppel-LP und DVD bei Blue Note Records.

## Hintergrund
Thelonious Monk hatte es in den späten 1960er-Jahren schwer, schrieb Thom Jurek. Der Pianist hatte neben gesundheitlichen auch einige ökonomische Probleme und war auch im Streit mit Columbia Records, bei dem er seit 1962 unter Vertrag stand und deren Marketingabteilung versuchte, ihn nach dem Vorbild eines Rockstars neu zu vermarkten (wie auf dem Cover des Monk-Albums Underground (1968) zu sehen war). Darüber hinaus hatte er seine langjährige Rhythmusgruppe, bestehend aus dem Bassisten Larry Gales und dem Schlagzeuger Ben Riley, verloren. Für seine achte Europatournee engagierte der Pianist junge, unbekannte Musiker als Begleiter für sich und den Saxophonisten Charlie Rouse: den Berklee-Schüler Nate „Lloyd“ Hygelund am Bass und den 17-jährigen Schlagzeuger Paris Wright – Sohn des Bassisten Herman Wright. Die Titel „Don’t Blame Me“, „I Love You Sweetheart of All My Dreams“ (ein Erfolgstitel von Rudy Vallée 1929) und „Crepuscule with Nellie“ waren Solonummern Monks, auf der DVD ergänzt um ein Ellington-Medley.
Der vorliegende Konzertmitschnitt wurde in der letzten Nacht der Tournee im Pariser Salle Pleyel aufgezeichnet und für das französische Fernsehen aufgezeichnet. Vorausgegangen waren Tournee-Stationen im Ronnie Scott’s Jazz Club in London sowie Auftritte in Berlin, Köln und Italien. Thomas Conrad weist auf den aufgeladenen Moment im Konzert hin, als Schlagzeuger Philly Joe Jones auf die Bühne kommt, den Schlagzeugstuhl übernimmt und bei „Nutty“ einsteigt. „Er ist kaum wiederzuerkennen, mit hohlen Wangen und fehlenden Vorderzähnen. Aber sein angespanntes, dramatisches Solo ist unverkennbar, ebenso wie seine Polyrhythmen, die Monk neuen Saft geben.“ Nach dem zehnminütigen „Nutty“ kam es mit „Blue Monk“ kam es an dem Abend zu einer zweiten Monk-Jones-Zusammenarbeit, die jedoch nur in einem knapp einminütigen Fragment des französischen Fernsehens erhalten blieb.
Die DVD wurde um Aufnahmen ergänzt, die entstanden, als Thelonious Monk als Solist im Dezember 1969 in einem Fernsehstudio in Paris spielte.

## Titelliste

### LP
- Thelonious Monk – Paris 1969 (Blue Note B001882101, Laser Swing Productions B001882101, Lower 5th B001882101)[4]

A1 I Mean You 7:21

A2 Ruby My Dear 6:31
B1 Straight, No Chaser 6:49

B2 Bright Mississippi 4:20

B3 Light Blue 7:35
C1 Epistrophy 4:50

C2 Don’t Blame Me 4:57

C3 I Love You Sweetheart of All My Dreams (Art Fitch, Bert Lowe, Kay Fitch) 1:35

C4 Crepuscule with Nellie 2:24
D1 Bright Mississippi (Reprise) 3:01

D2 Nutty 10:01

D3 Blue Monk 0:58
- Alle anderen Titel stammen von Thelonious Monk

### DVD
- Thelonious Monk Quartet – At Salle Pleyel, Paris, 1969 (Jazz VIP – 135)[5]

1. I Mean You (Monk) 8:18
2. Ruby, My Dear (Monk) 6:31
3. Straight, No Chaser (Monk) 7:14
4. Nutty (Monk) 10:02
5. Blue Monk (Monk) 0:58
6. Bright Mississippi (Monk) 6:30
7. Light Blue (Monk) 7:39
8. Epistrophy (Kenny Clarke, Monk) 4:52
9. Don’t Blame Me (Jimmy McHugh & Dorothy Fields) 4:54
10. 3 O’Clock in the Morning (Dorothy Terriss, Julián Robledo) 1:32
11. Interview with Thelonious Monk 5:38
12. Crepuscule with Nellie (Monk) 2:19
13. Sophisticated Lady (Duke Ellington, Irving Mills, Mitchell Parish) 4:16
14. Caravan (Duke Ellington, Irving Mills, Juan Tizol) 5:57
15. Solitude (Duke Ellington, Eddie DeLange, Irving Mills) 4:00

## Rezeption
Thom Jurek meinte in Allmusic, „in der Show spielen Monk und Band gut - auch wenn sie manchmal nur durch die Melodien swingen, anstatt sie zu verschönern.“ Die Versionen seiner Klassiker – „Ruby, My Dear“, „Straight No Chaser“, „Light Blue“, „Epistrophy“, „Crepuscule with Nelly“, „Bright Mississippi“ – und andere würden mit einer ausgeklügelten Haltung gespielt, wenn auch ohne das Experiment, das sie einmal enthielten. Nach Ansicht des Autors scheint Monk trotz seiner gesundheitlichen Probleme unvermindert auf der Höhe zu sein; sein Sinn für Rhythmus, Harmonie, Vorstellungskraft und Schwung seien reichlich vorhanden.

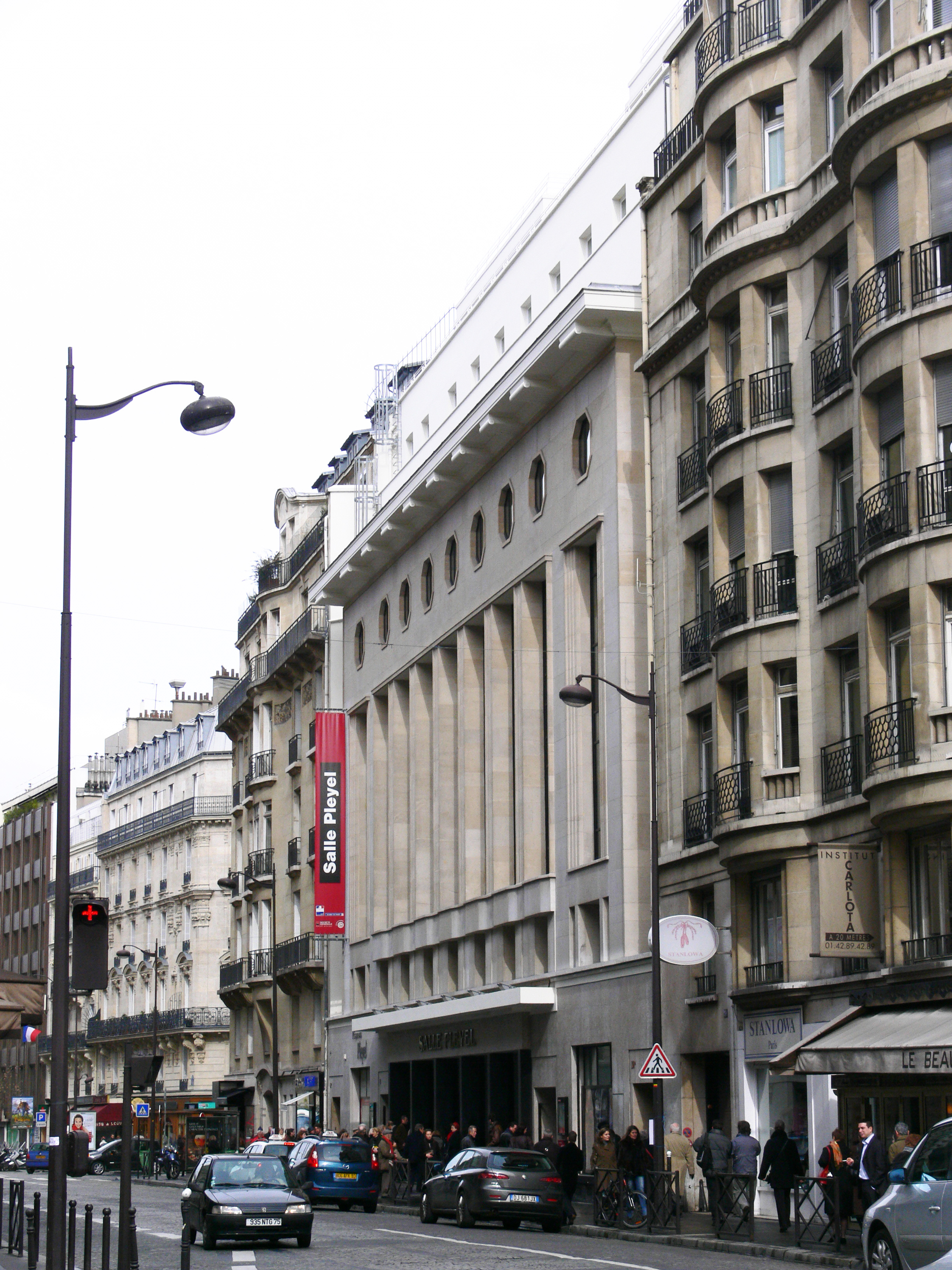
Salle Pleyel, Außenansicht

Thomas Conrad erinnert in JazzTimes daran, dass Thelonious Monk, der im Jahr 1969 erst 52 Jahre alt war, nur noch zwölf Jahre zu leben hatte. Aber in Bezug auf sein künstlerisches Leben sei er kurz vor dessen Ende gewesen. „Im Salle Pleyel in Paris am 15. Dezember 1969 brannte die Flamme seiner Kreativität immer noch, auch wenn es wie eine Kerze im Wind war.“ „Dieses seltsame, ausgefranste, verblasste Dokument, das neu ausgegraben wurde, kann Sie zum Weinen bringen, manchmal vor Herzschmerz, manchmal vor Freude.“ Conrad geht auch lobend auf die Solostücke ein, die Monk bei dem Pariser Konzert darbot; in „Crepuscule with Nellie“ schwebe jede Phrase, bevor sie stark an ihren Platz fällt. Man könne auf seinem Gesicht sehen, wie intensiv er sich auf jede hart umkämpfte Note konzentrieren muss. „Nellie“ ende mit einem schweißnassen, klingelnden Tremolo. Die Melancholie dabei sei verheerend. „Don’t Blame Me“ fühle sich an wie in heftigen Schlägen aus Granit gemeißelt. Es sei wie eine abschließende Zusammenfassung für die Jury.
Der Monk-Biograf Robin D.G. Kelley wies darauf hin, dass der Konzertfilm „die wichtigste visuelle Aufzeichnung ist, die wir über den reifen Thelonious Monk haben.“  In der Los Angeles Times stellte Chris Barton hingegen die hypothetische Frage, ob ein Dokument eines Künstlers im Zwielicht seiner Karriere so wichtig ist wie eines, das seine Blütezeit einfängt. Das sei die Schlüsselfrage in der DVD Thelonious Monk: Paris 1969,  die als eine Art Begleitmedium für den bittersüßen Dokumentarfilm Straight No Chaser von 1988 fungiere. In etwas mehr als einer Stunde zeigt Paris 1969 Monk vielleicht nicht von seiner besten Seite, meint der Autor, aber es zeige Monk in all seiner ramponierten, unübertroffenen Brillanz. Manchmal sei das genug.
Nach Ansicht von Mike Hobart, der das Album in der Financial Times rezensierte, hätten die Widrigkeiten der Zeit, wie der Verlust des Columbia-Vertrags und der Absprung seiner bisherigen Begleitmusiker, Monks Funken wieder entfacht. Der Pianist und Saxophonist Charlie Rouse tummeln sich in Monks wunderbaren Kompositionen und führten dabei ihre jungen Begleiter, bis schließlich Philly Joe Jones Gelegenheit zu einem späten Schlagzeug-Meisterkurs bekommt. Das Album sei mehr als eine Kuriosität und ein Muss für Monkfans.